# Euphorbia latimammillaris
Euphorbia latimammillaris är en törelväxtart som beskrevs av Léon Camille Marius Croizat. Euphorbia latimammillaris ingår i släktet törlar, och familjen törelväxter. Inga underarter finns listade i Catalogue of Life.